# Viscount Mills
Viscount Mills, of Kensington in the County of London, ist ein erblicher britischer Adelstitel in der Peerage of the United Kingdom.

## Verleihung und nachgeordnete Titel
Der Titel wurde am 8. November 1962 für den konservativen Politiker Percy Mills, 1. Baron Mills, geschaffen. Er war bereits am 1. Juli 1953 in der Baronetage of the United Kingdom zum Baronet, of Alcester in the County of Warwick, sowie am 22. Januar 1957 in der Peerage of the United Kingdom zum Baron Mills, of Studley in the County of Warwick, erhoben worden.
Heutiger Titelinhaber ist sein Enkel Christopher Mills als 3. Viscount.

## Liste der Viscounts Mills (1962)
- Percy Mills, 1. Viscount Mills (1890–1968)
- Roger Mills, 2. Viscount Mills (1919–1988)
- Christopher Mills, 3. Viscount Mills (* 1956)

Aktuell existiert kein Titelerbe.